# Clayton de Sousa Moreira
Clayton de Sousa Moreira (ur. 24 lutego 1988 w Luksemburgu) – luksemburski piłkarz, grający na pozycji obrońcy.

## Kariera klubowa
Clayton jest wychowankiem klubu Jeunesse Esch, w którym występował do 2014 roku. Wtedy też odszedł do F91 Dudelange.

## Kariera reprezentacyjna
W reprezentacji Luksemburga zadebiutował 27 maja 2006 roku w towarzyskim meczu przeciwko Niemcom. Na boisku pojawił się w 55 minucie meczu.
| Mecze i gole w reprezentacji | Mecze i gole w reprezentacji | Mecze i gole w reprezentacji | Mecze i gole w reprezentacji  | Mecze i gole w reprezentacji | Mecze i gole w reprezentacji | Mecze i gole w reprezentacji |
| #                            | Data                         | Stadion                      | Rywal                         | Wynik                        | Gol                          | Rozgrywki                    |
| 2006                         | 2006                         | 2006                         | 2006                          | 2006                         | 2006                         | 2006                         |
| ---------------------------- | ---------------------------- | ---------------------------- | ----------------------------- | ---------------------------- | ---------------------------- | ---------------------------- |
| 1.                           | 27.05.2006                   | Fryburg Bryzgowijski, Niemcy | Niemcy                        | 0:7                          | 0                            | towarzyski                   |
| 2.                           | 08.06.2006                   | Luksemburg, Luksemburg       | Ukraina                       | 0:3                          | 0                            | towarzyski                   |
| 3.                           | 06.09.2006                   | Hesperange, Luksemburg       | Łotwa                         | 0:0                          | 0                            | towarzyski                   |
| 2007                         |                              |                              |                               |                              |                              |                              |
| 4.                           | 07.02.2007                   | Hesperange, Luksemburg       | Gambia                        | 2:1                          | 0                            | towarzyski                   |
| 5.                           | 22.08.2007                   | Luksemburg, Luksemburg       | Gruzja                        | 0:0                          | 0                            | towarzyski                   |
| 2008                         |                              |                              |                               |                              |                              |                              |
| 6.                           | 27.05.2008                   | Luksemburg, Luksemburg       | Republika Zielonego Przylądka | 1:1                          | 0                            | towarzyski                   |

## Sukcesy
Jeunesse
- Mistrzostwo Luksemburga: 2010
- Puchar Luksemburga: 2013